# Conservatório do Jardim do Deserto

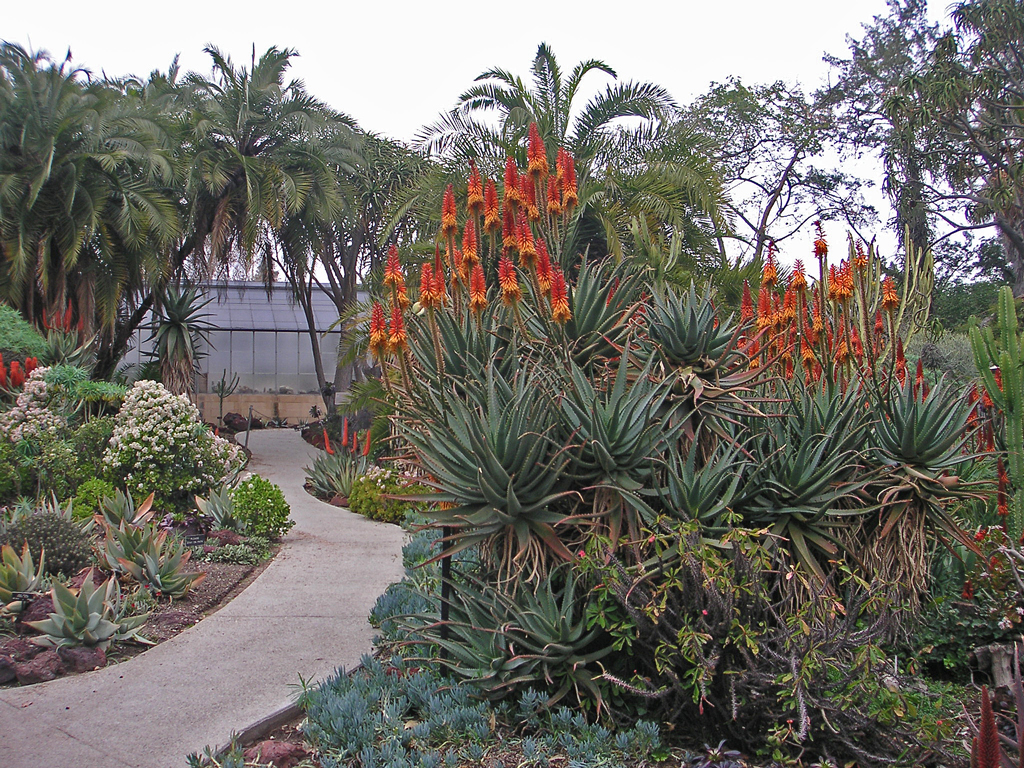
Entrance to the Desert Garden Conservatory by Antonio H. Miguel

O Conservatório do Jardim do Deserto (em inglês:  Desert Garden Conservatory) é um grande jardim botânico na The Huntington Library, em San Marino, Califórnia, construído em 1985. Esta grande coleção de plantas dos desertos encontra-se adjacente ao próprio Jardim do Deserto, numa área de 10 acres (40.469 metros quadrados). Abriga uma das mais importantes e diversificadas coleções de cactos e outras plantas suculentas, nos Estados Unidos, incluindo um grande número de espécies raras e ameaçadas. A estufa do Jardim do Deserto, com 300 metros quadrados, serve ao público da biblioteca Huntington e à comunidade como um mecanismo de conservação, recurso de investigação e preservação da diversidade genética. O Sr. John N. Trager é o curador da Coleção do Deserto. 

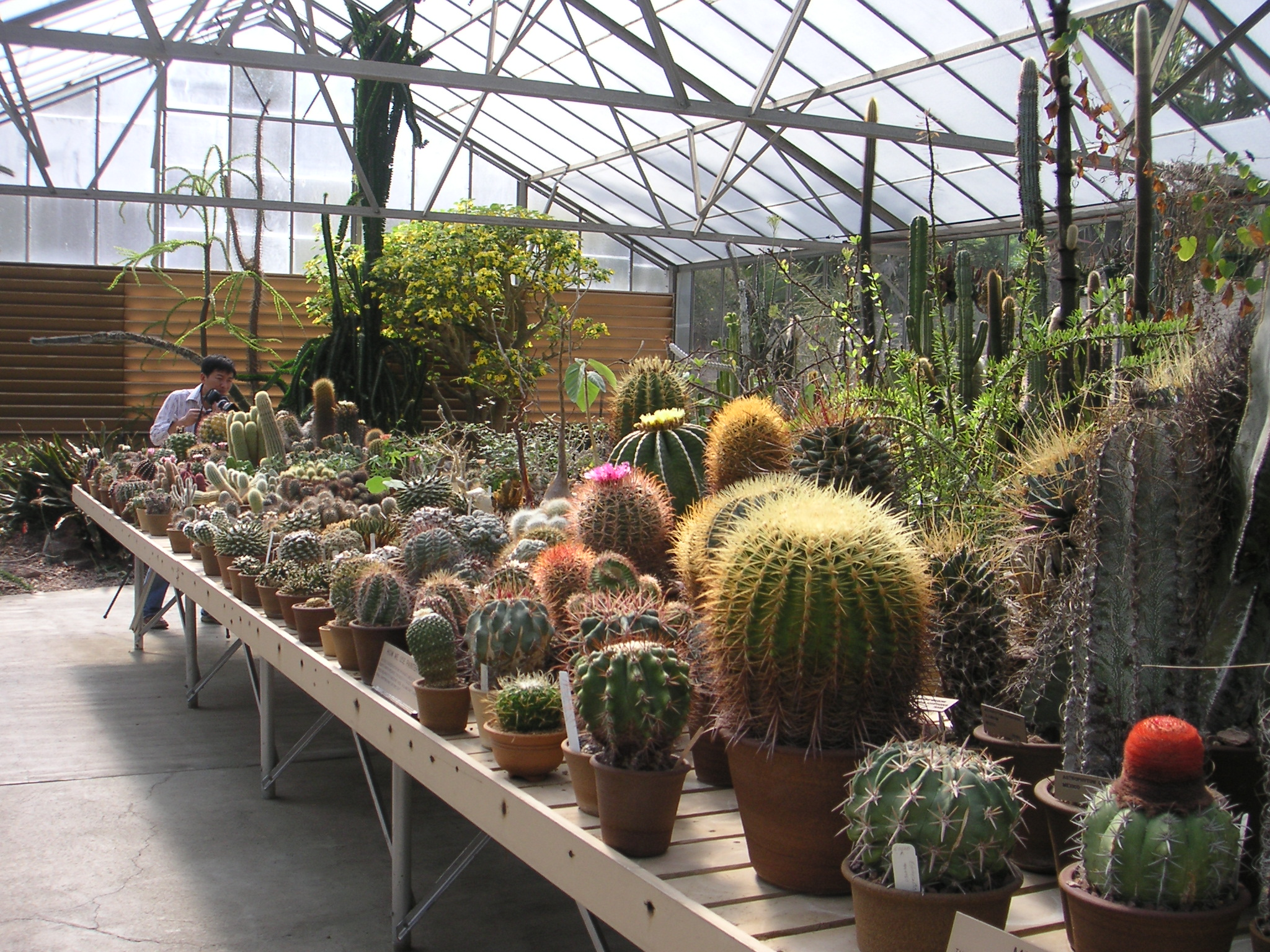
Vista interior

Estima-se que existem 10.000 suculentas em todo o mundo, cerca de 1500 das quais classificadas como cactos. A Estufa do Jardim do Deserto da biblioteca Huntington reúne acima de 2.200 entradas, representando cerca de 43 famílias de plantas, 1261 espécies e subespécies diferentes, e 246 gêneros. A coleção reúne plantas de grandes regiões desérticas de todo o mundo, incluindo o sul dos Estados Unidos, Argentina, Bolívia, Chile, Brasil, Ilhas Canárias, Madagáscar, Malawi, México e África do Sul. A estufa do Jardim do Deserto desempenha um grande papel como repositório da biodiversidade, além de servir como centro de sensibilização e educação do público. 

## Programa de propagação para salvar plantas raras e ameaçadas
Alguns estudos estimam que cerca de dois terços da flora e da fauna do mundo podem se tornar extintas durante o curso do século XXI, como resultado do aquecimento global, desenvolvimento invasor, agricultura excessiva e predatória, e uso inadequado de herbicidas.  Cientistas alarmados com estas perspectivas estão se empenhando para propagar plantas fora dos seus habitats naturais, em áreas protegidas. O cultivo ex-situ, como essa prática é conhecida, pode servir como uma medida temporária para as plantas que serão perdidas no mundo, em face do desaparecimento dos seus habitats. Nesse sentido, o Huntington tem um programa para proteger e propagar espécies vegetais ameaçadas, designado Introduções Internacionais de Suculentas (ISI). 
O objetivo do programa ISI é de propagar e distribuir suculentas novas ou raras para colecionadores, berçários e instituições de investigação, visando aumentar a apreciação destas notáveis plantas. O ISI distribui cerca de 40 novas variedades de suculenta todos os anos. Plantas coletadas em campo, sementes ou estacas não são vendidas; apenas mudas, estacas enraizadas e enxertos produzidos sob condições de viveiro, sem perturbação de populações selvagens. 

## Os híbridos Schick
Os híbridos Schick são essencialmente derivados de cruzamentos híbridos Paramount de Harry Johnson, criados na década de 1930 e 40, e de sucessivos cruzamentos de seus descendentes. Tal como os híbridos Paramount, os híbridos Schick podem florir várias vezes em uma temporada e, com o aumento da idade, podem produzir um maior número de flores. Em termos das condições de crescimento, no Huntington, a primeira floração ocorre tipicamente em abril, com sucessivas florações ocorrendo em maio, junho e julho, e, em alguns híbridos, até mesmo em agosto, setembro e outubro. Estes cultivares horticulturalmente significantes estão também disponíveis através do programa [ISI]do Huntington. 

## Imagens do interior do Conservatório do Jardim do Deserto

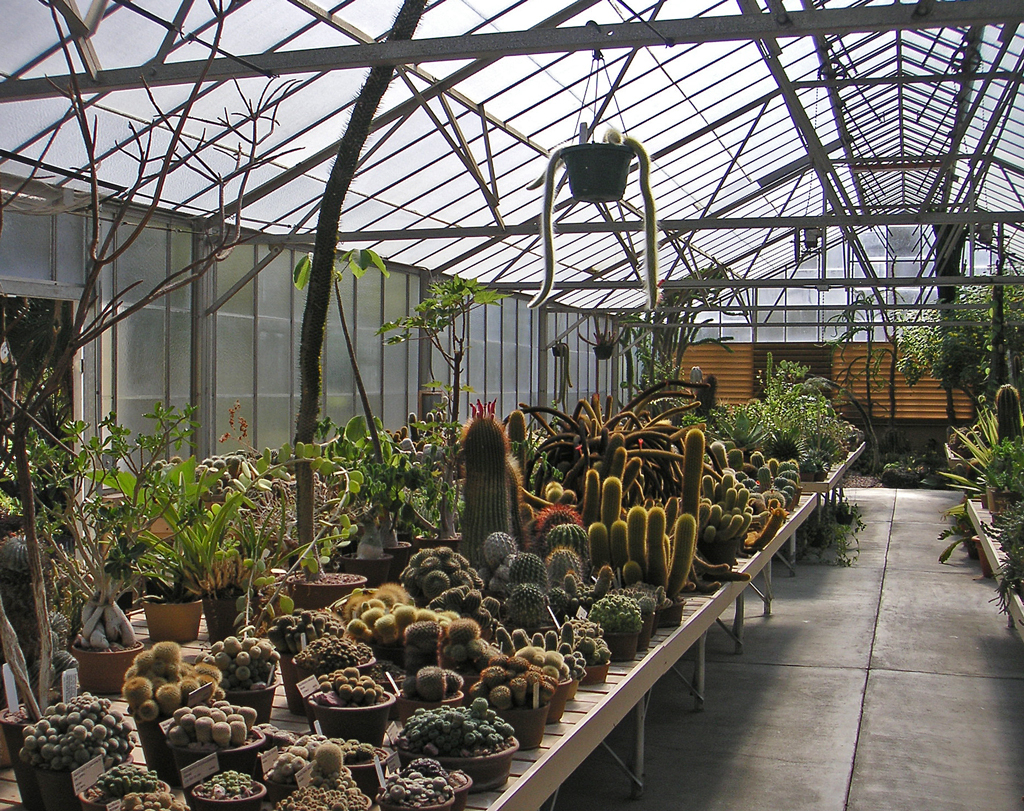
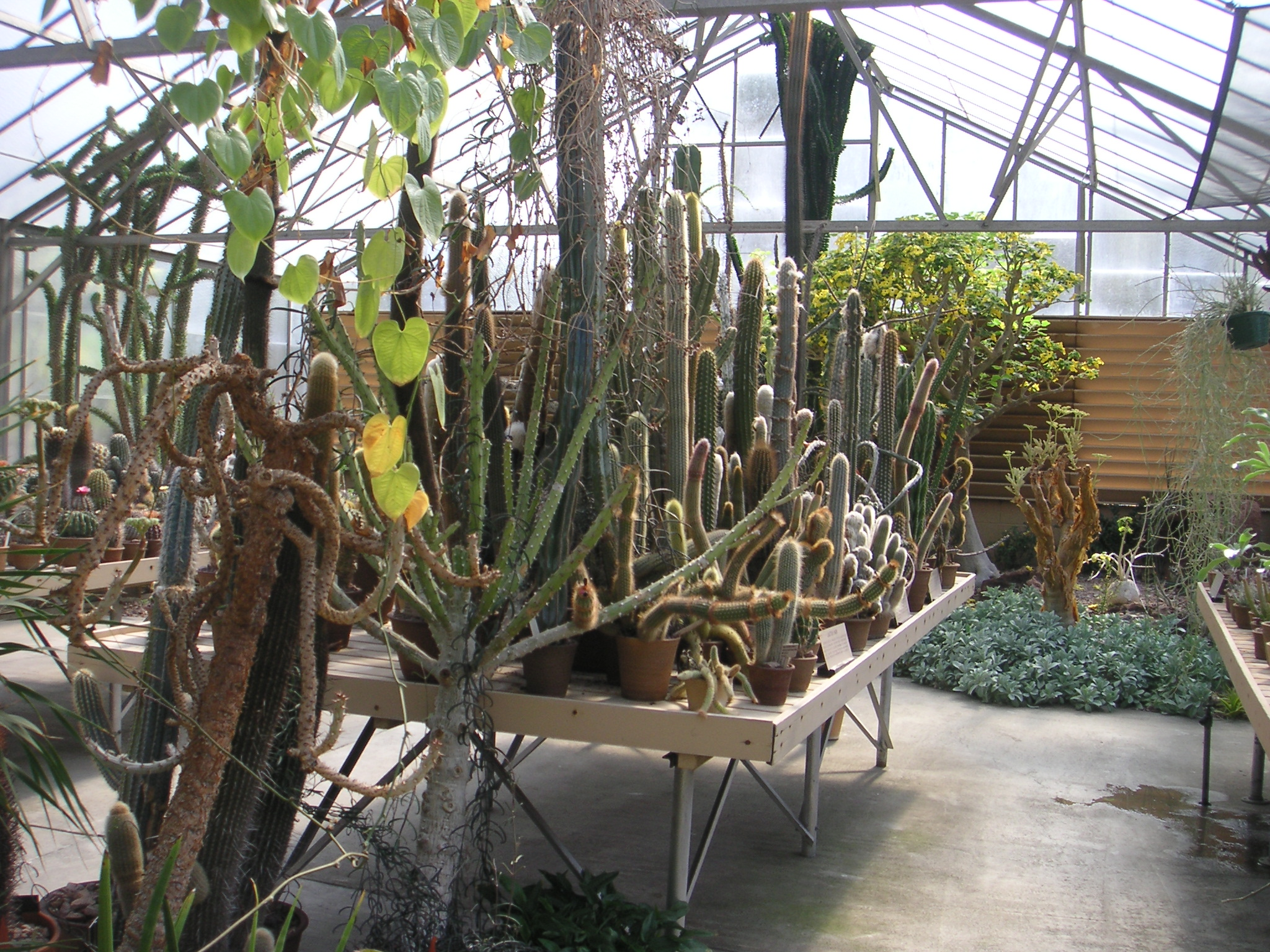
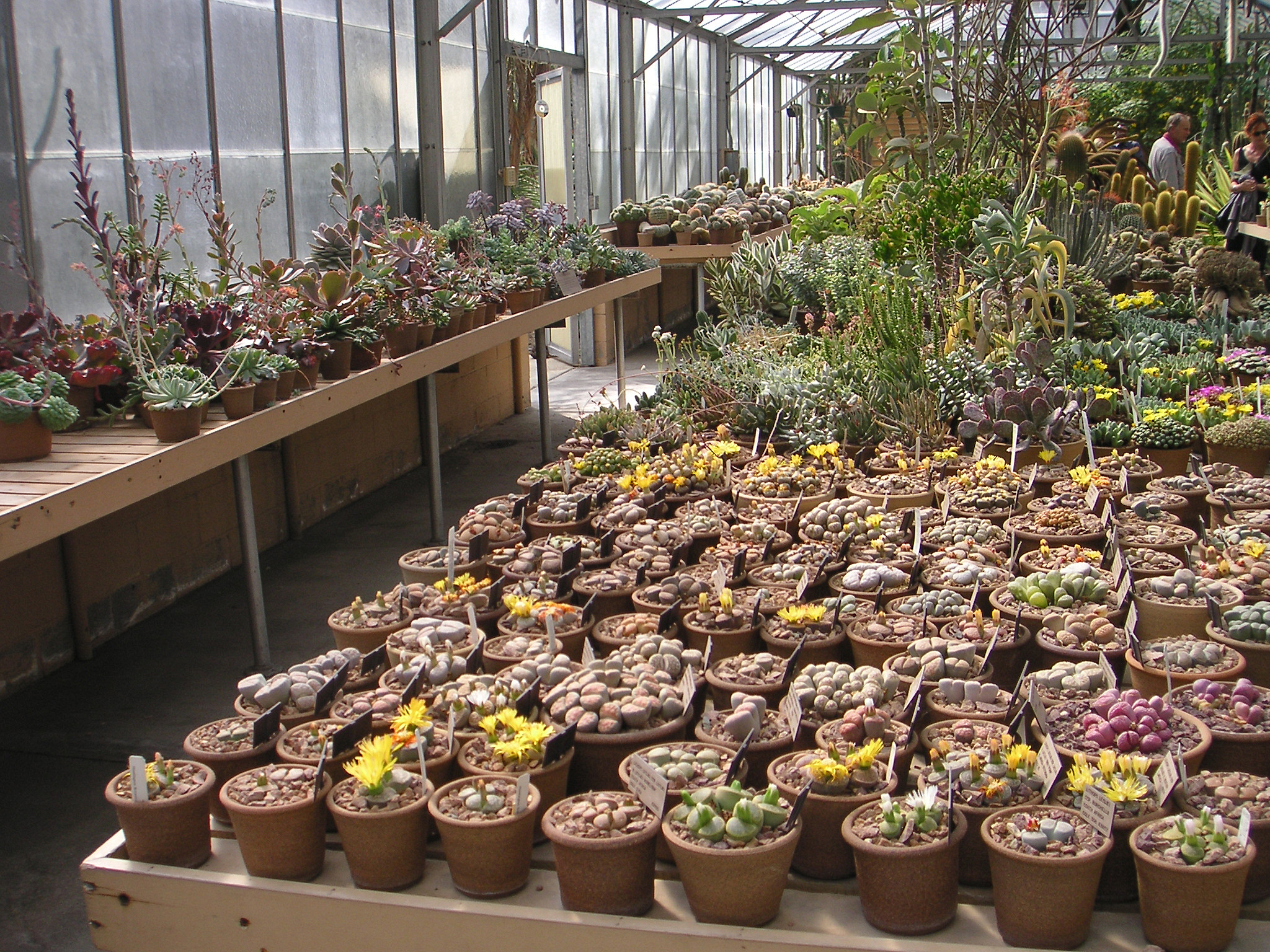
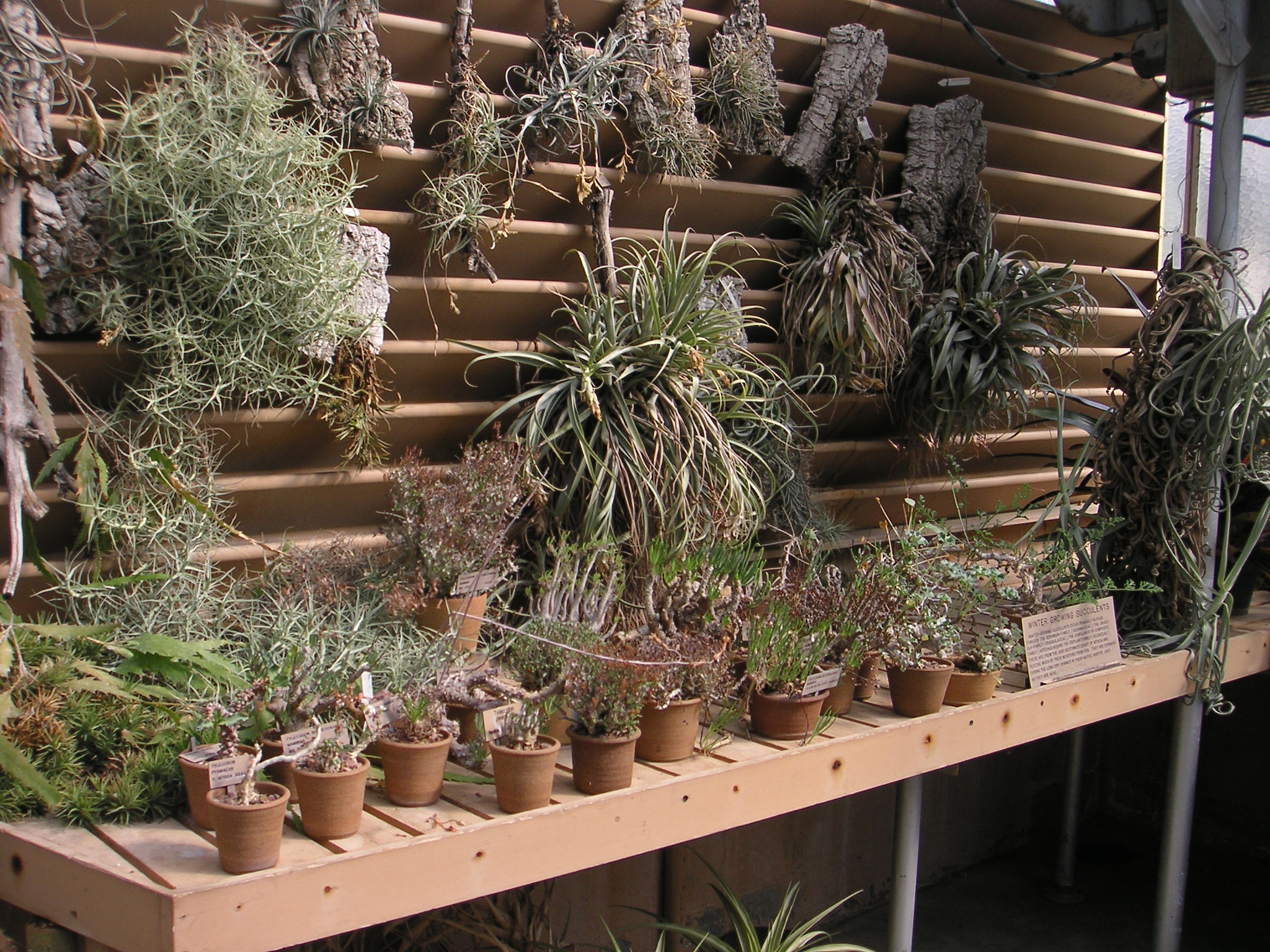
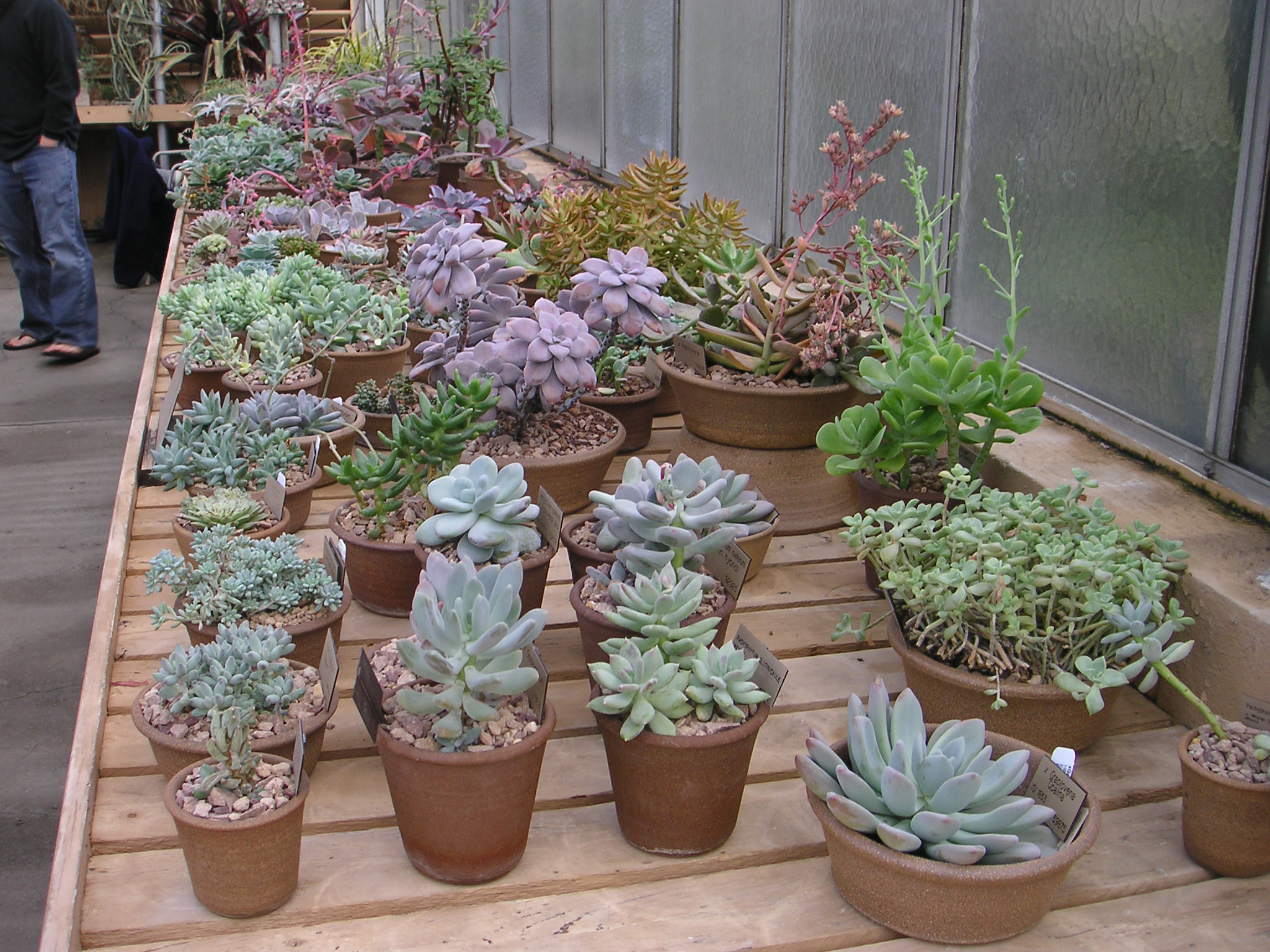
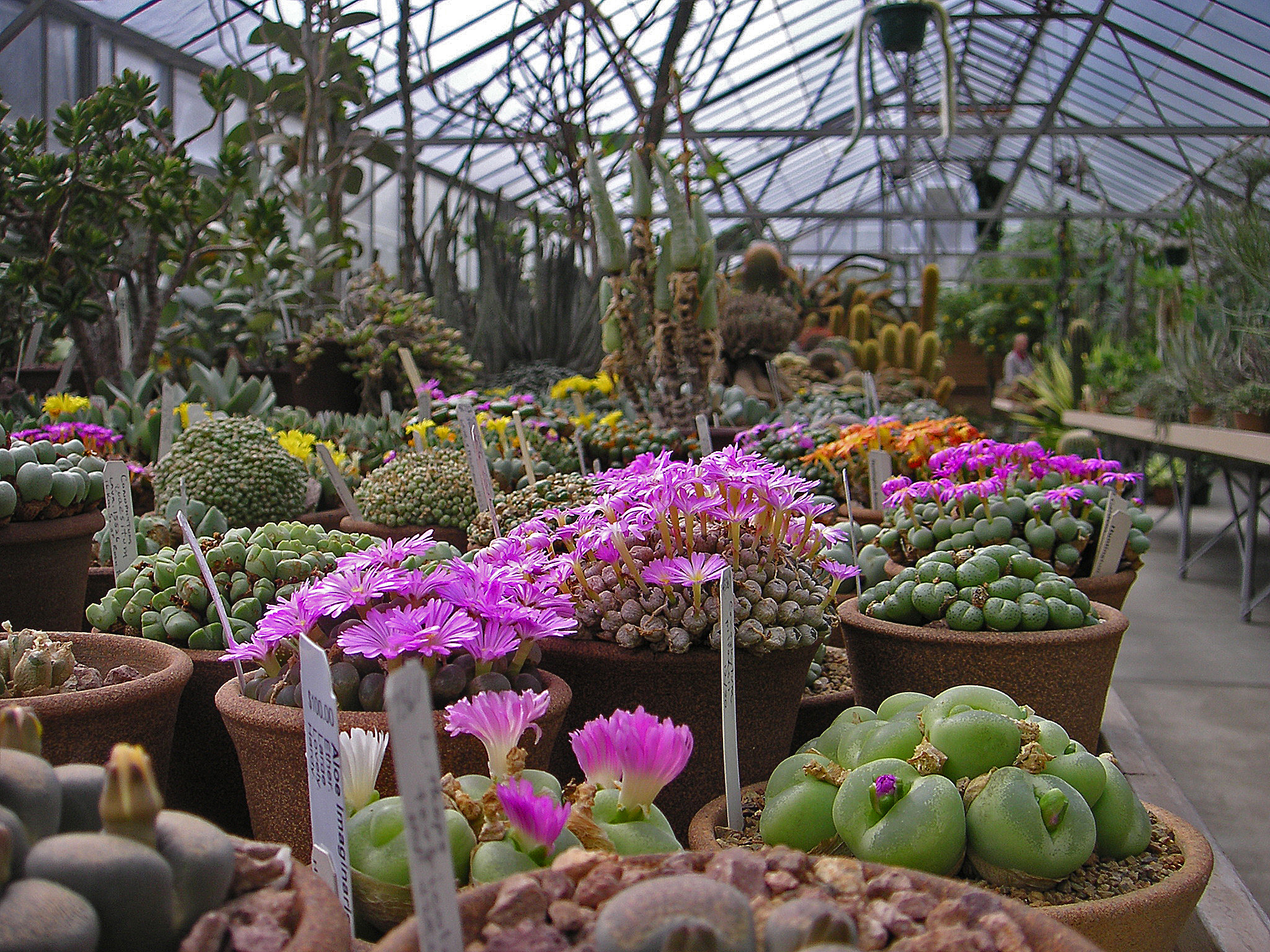

## Plantas no Conservatório do Jardim do Deserto
Cactaceae

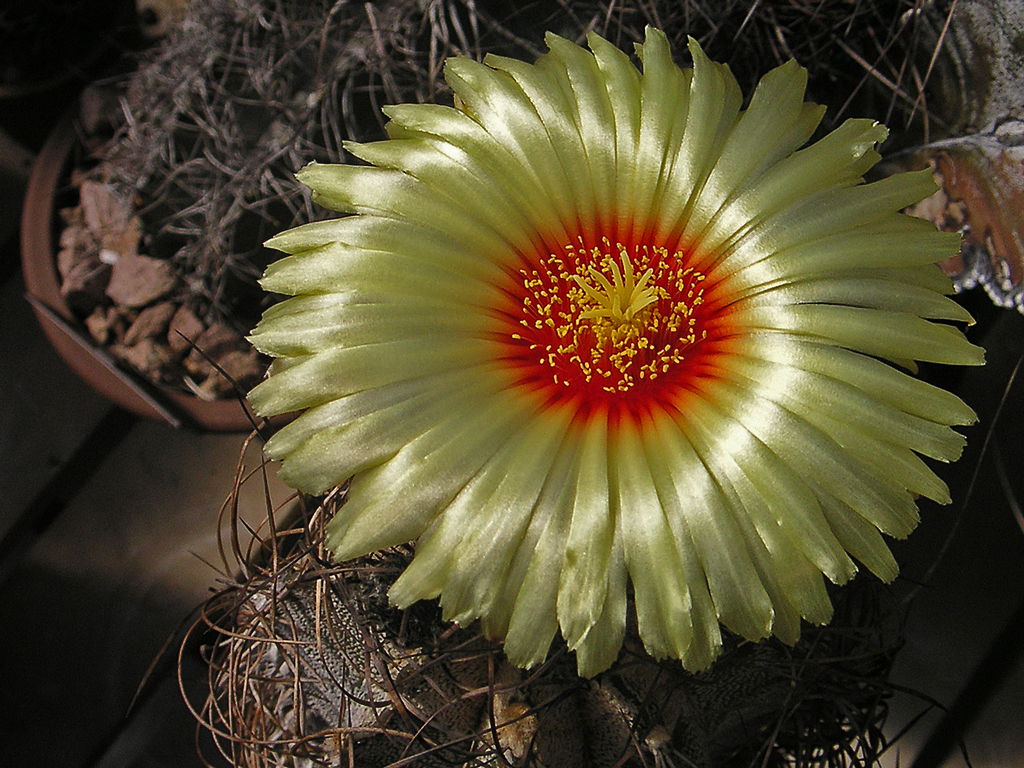
Astrophytum capricorne
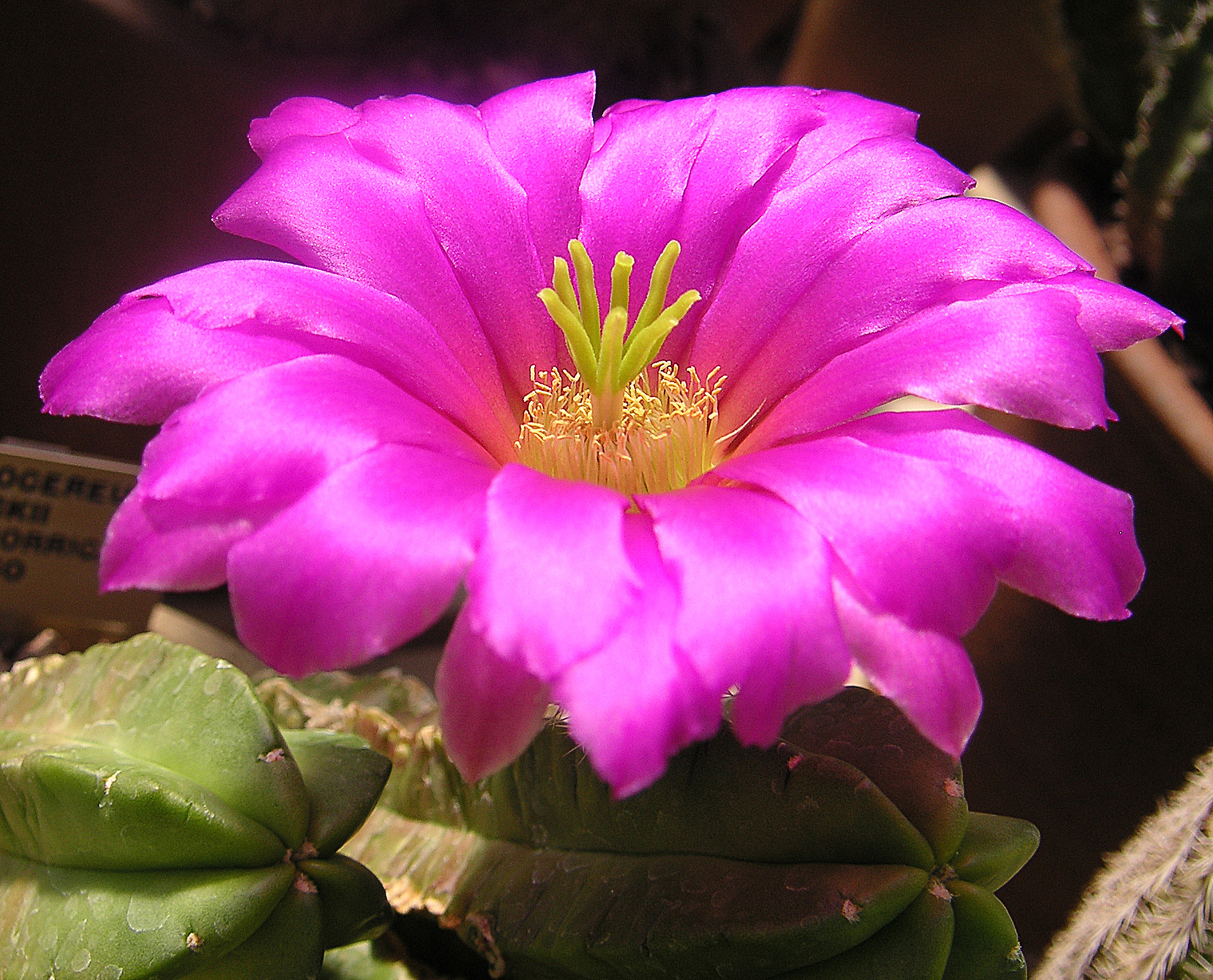
Echinocereus viereckii ssp. morricalii HBG 48099
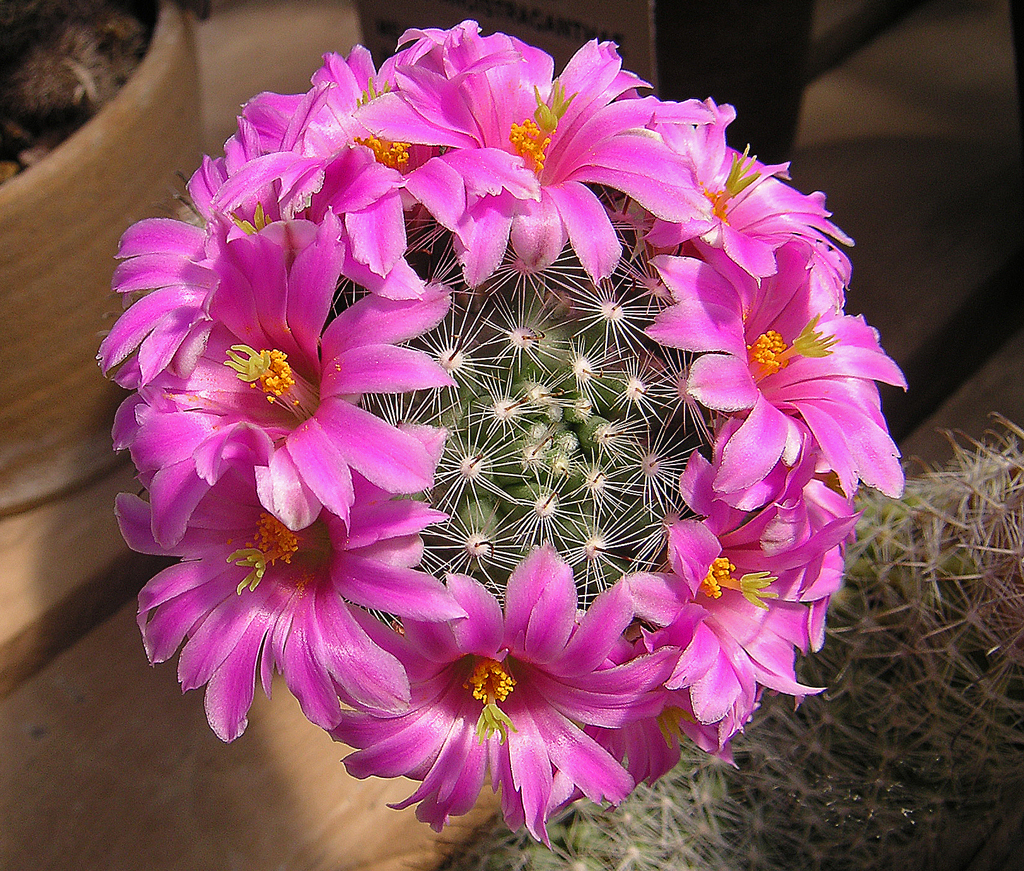
Mammillaria boolii HBG 48842
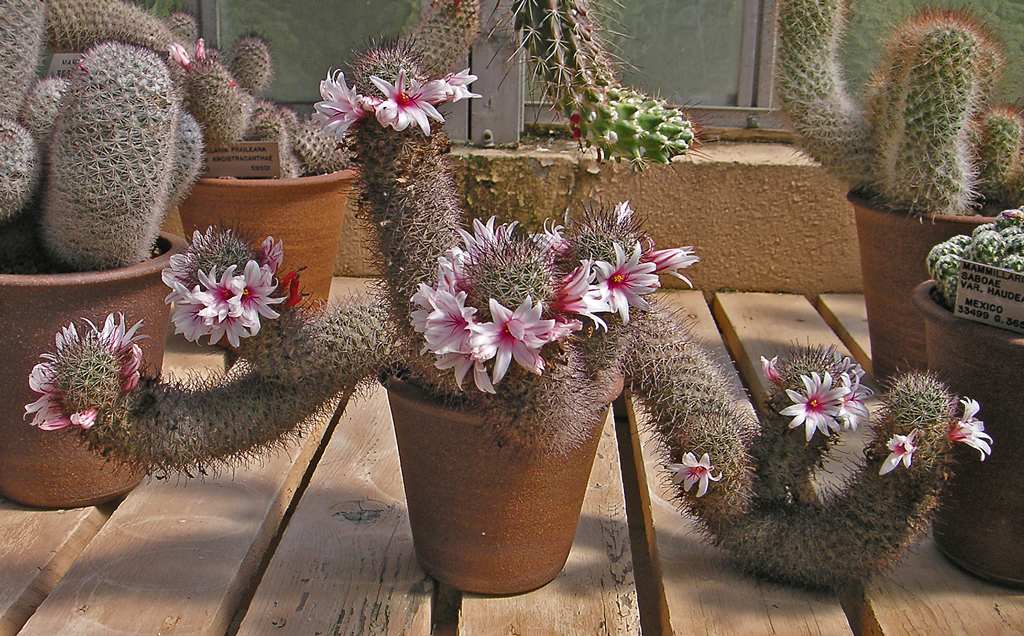
Mammillaria fraileana HBG 59973
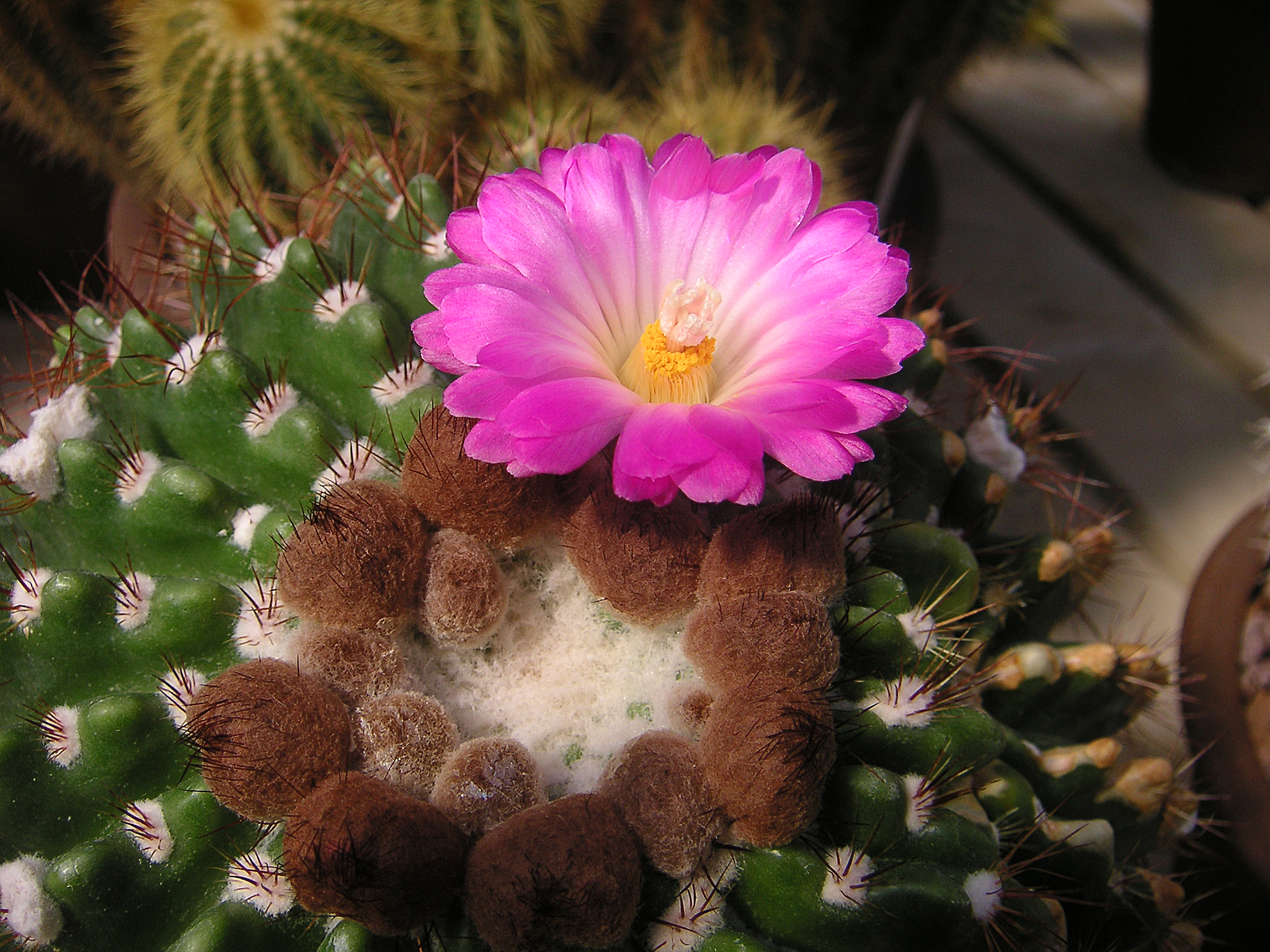
Notocactus herteri
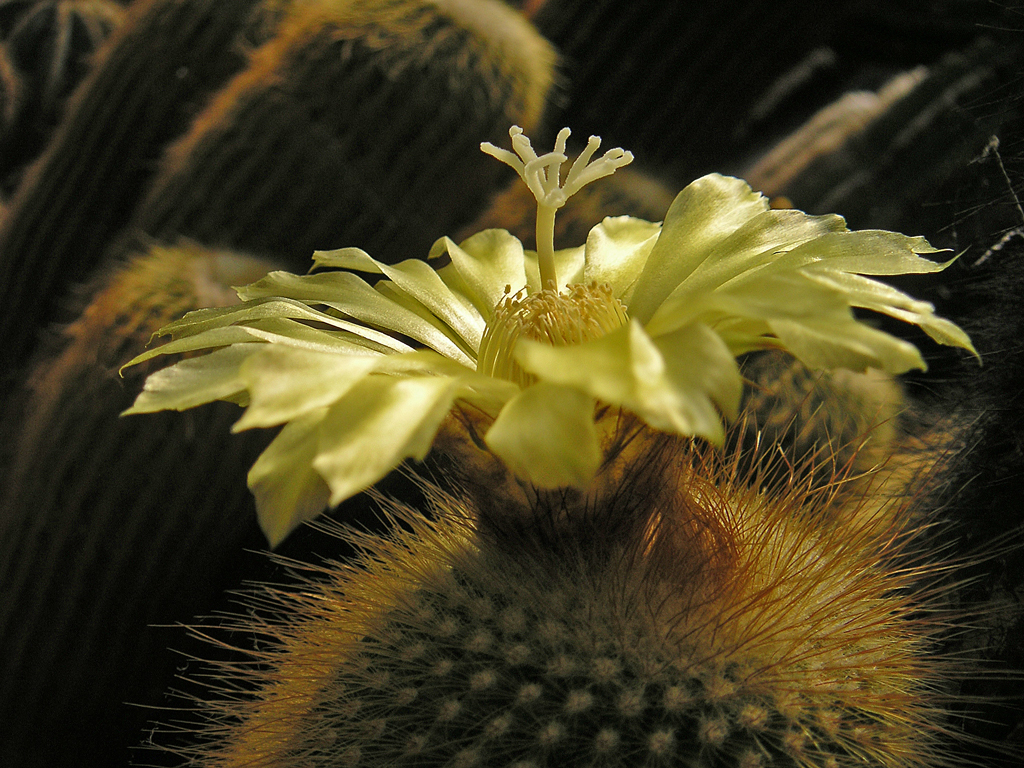
Parodia leninghausii HBG 53682

### Outras famílias representadas

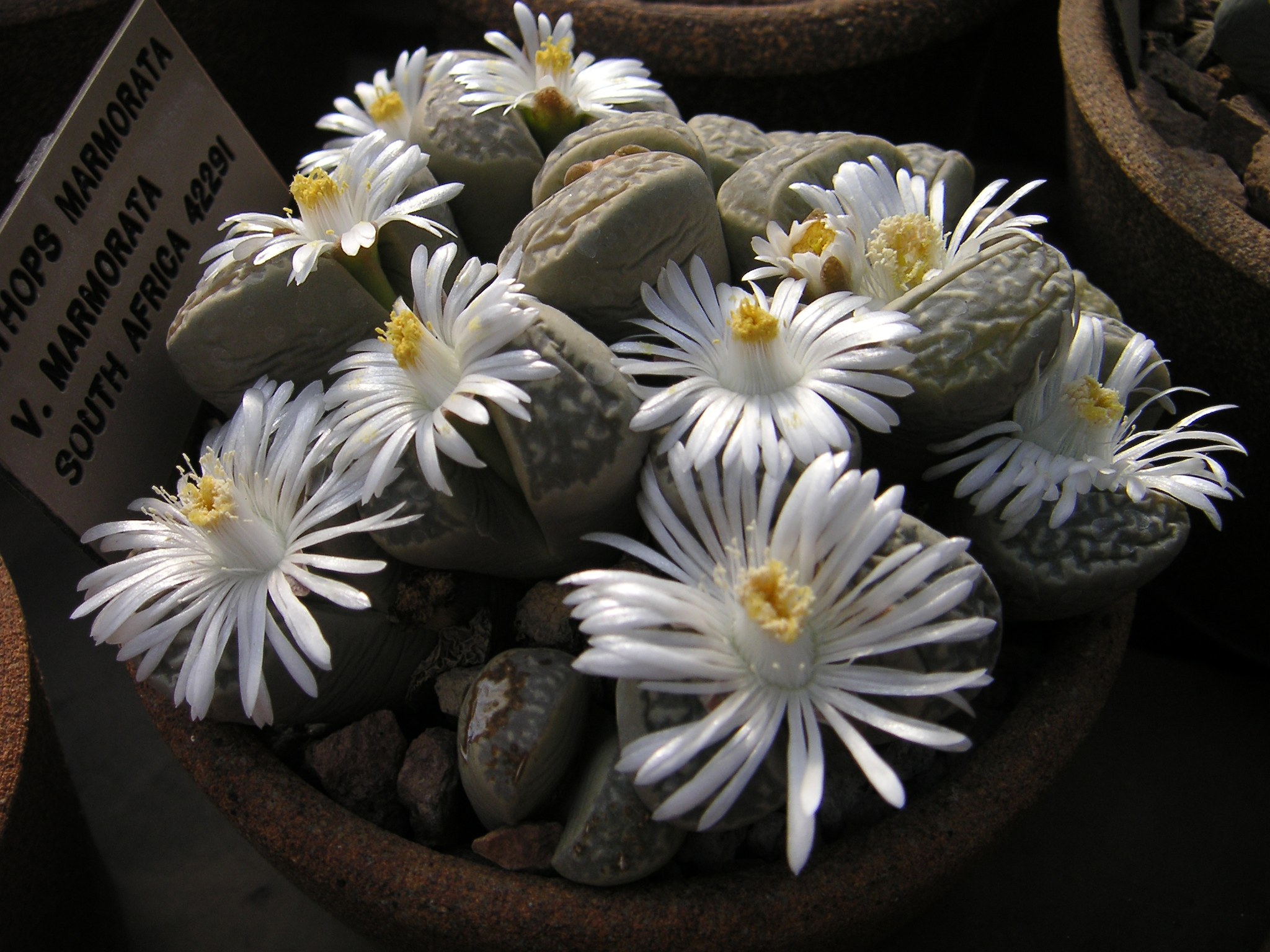
Lithops marmorata ssp. marmorata (Aizoaceae)
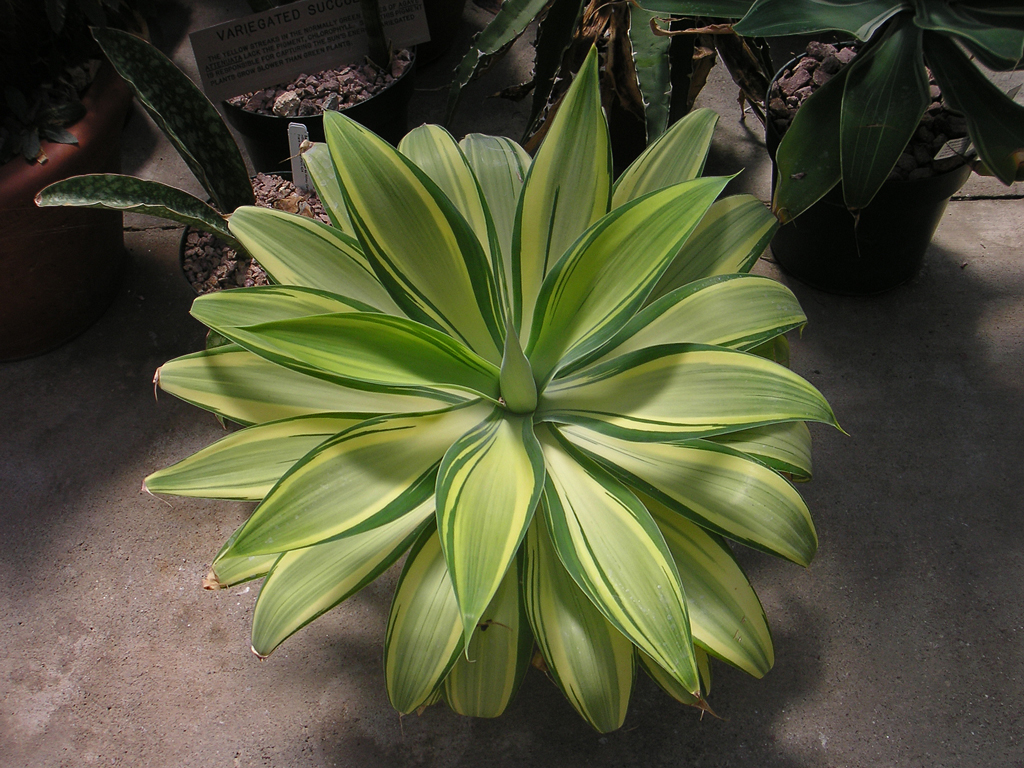
Agave attenuata'Emery Stripy (Agavaceae)
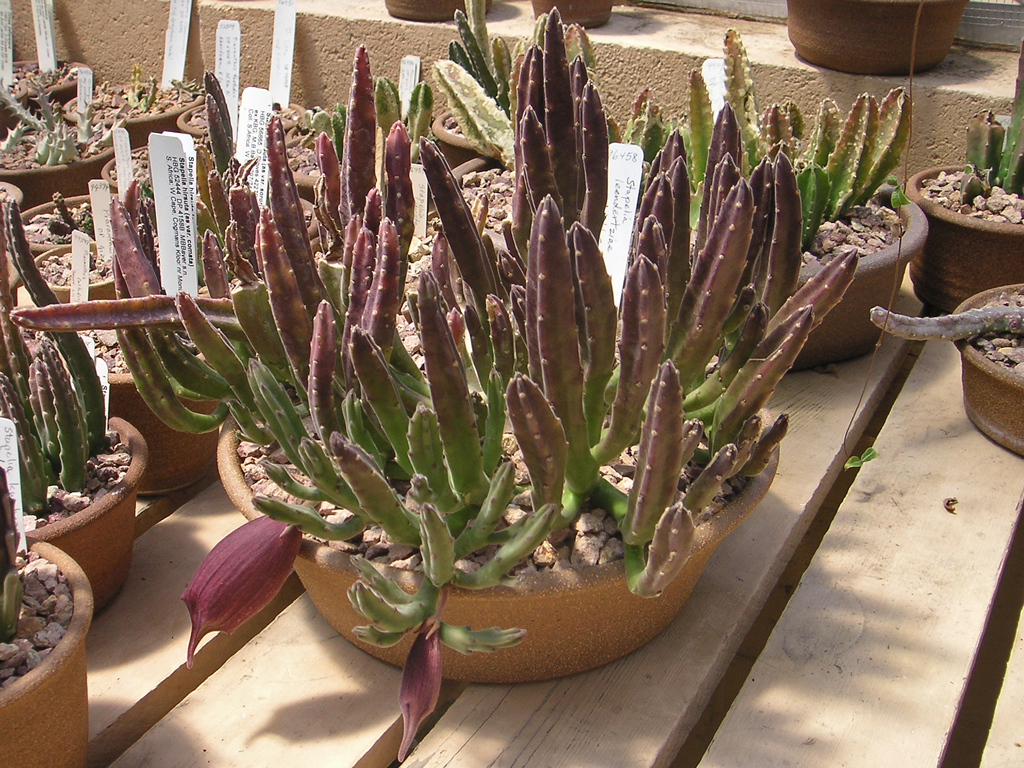
Stapelia leendertziaeex Scott Sykes (Asclepiadaceae)
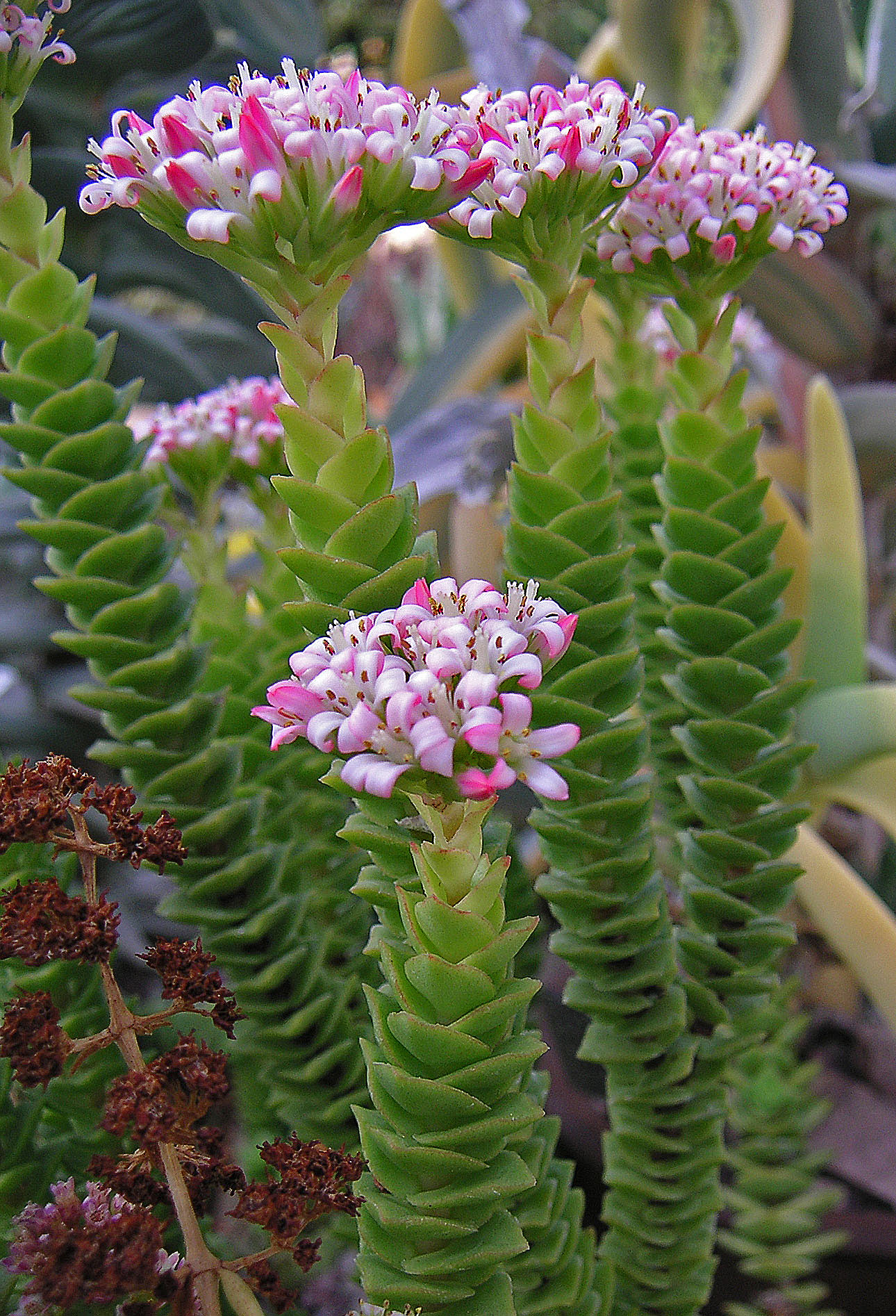
Crassulaceae 'Pink-Pagoda (Crassulaceae)
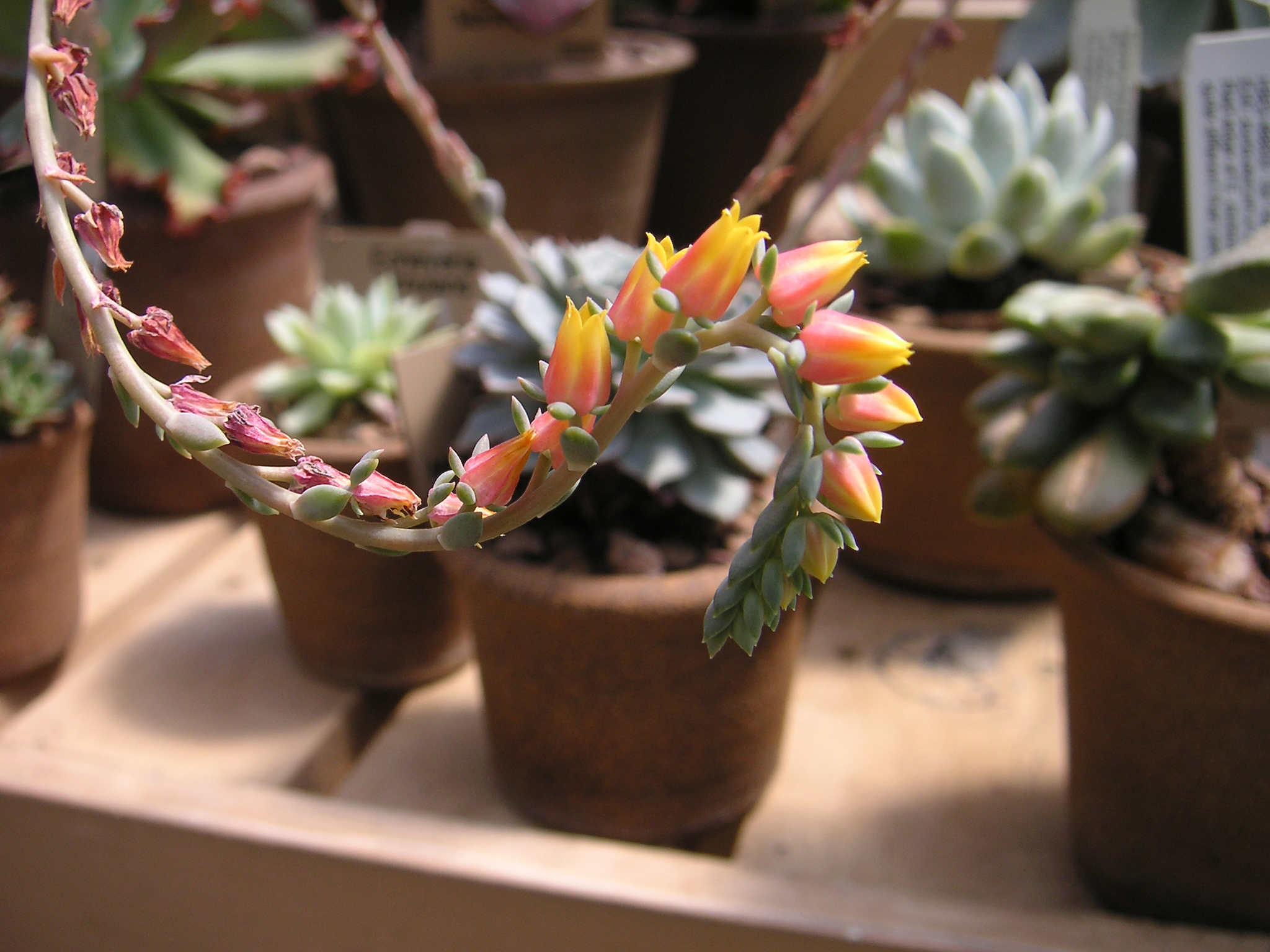
Echeveria secunda (Crassulaceae)
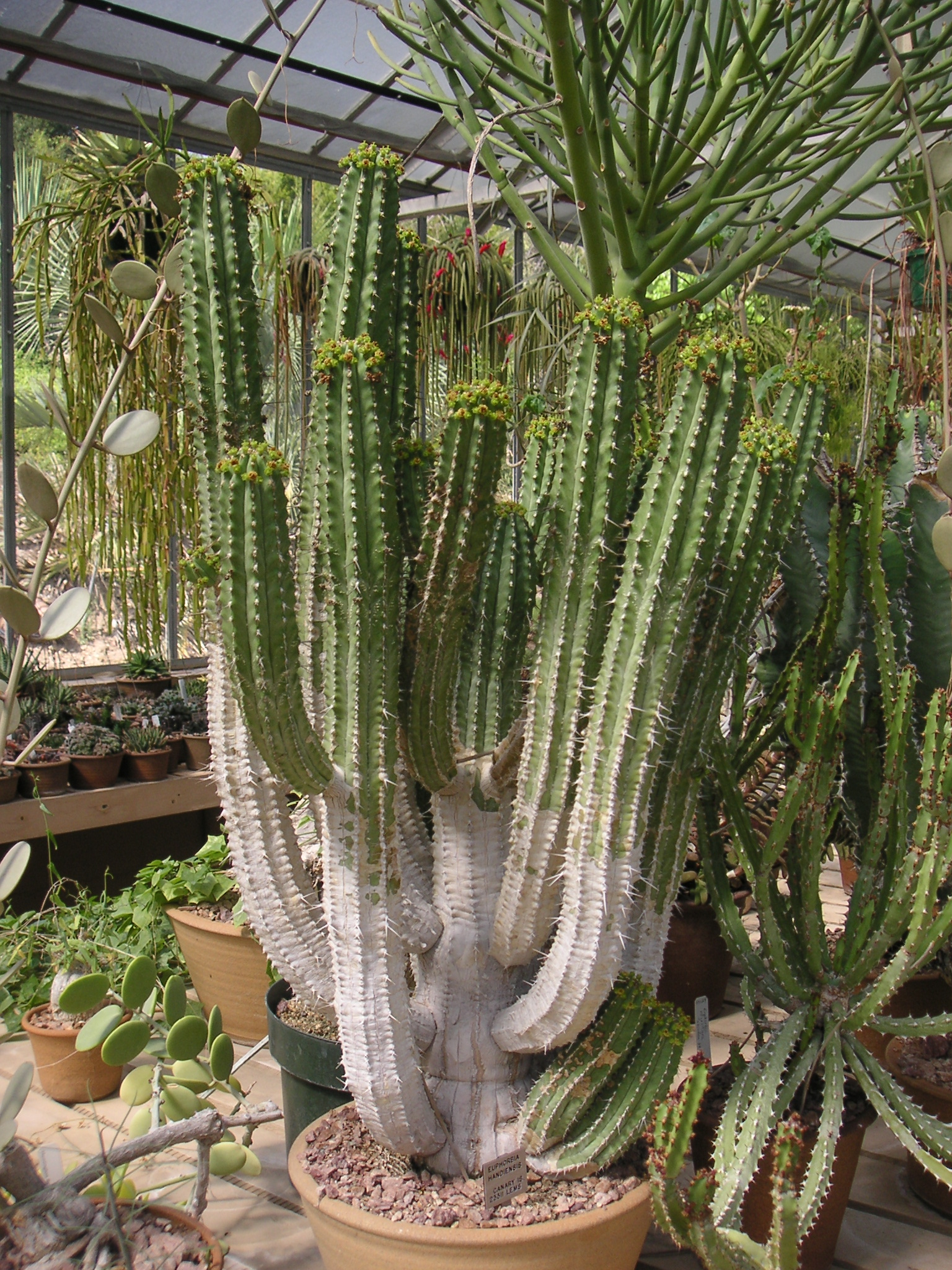
Euphorbia handiensis (Euphorbiacea)
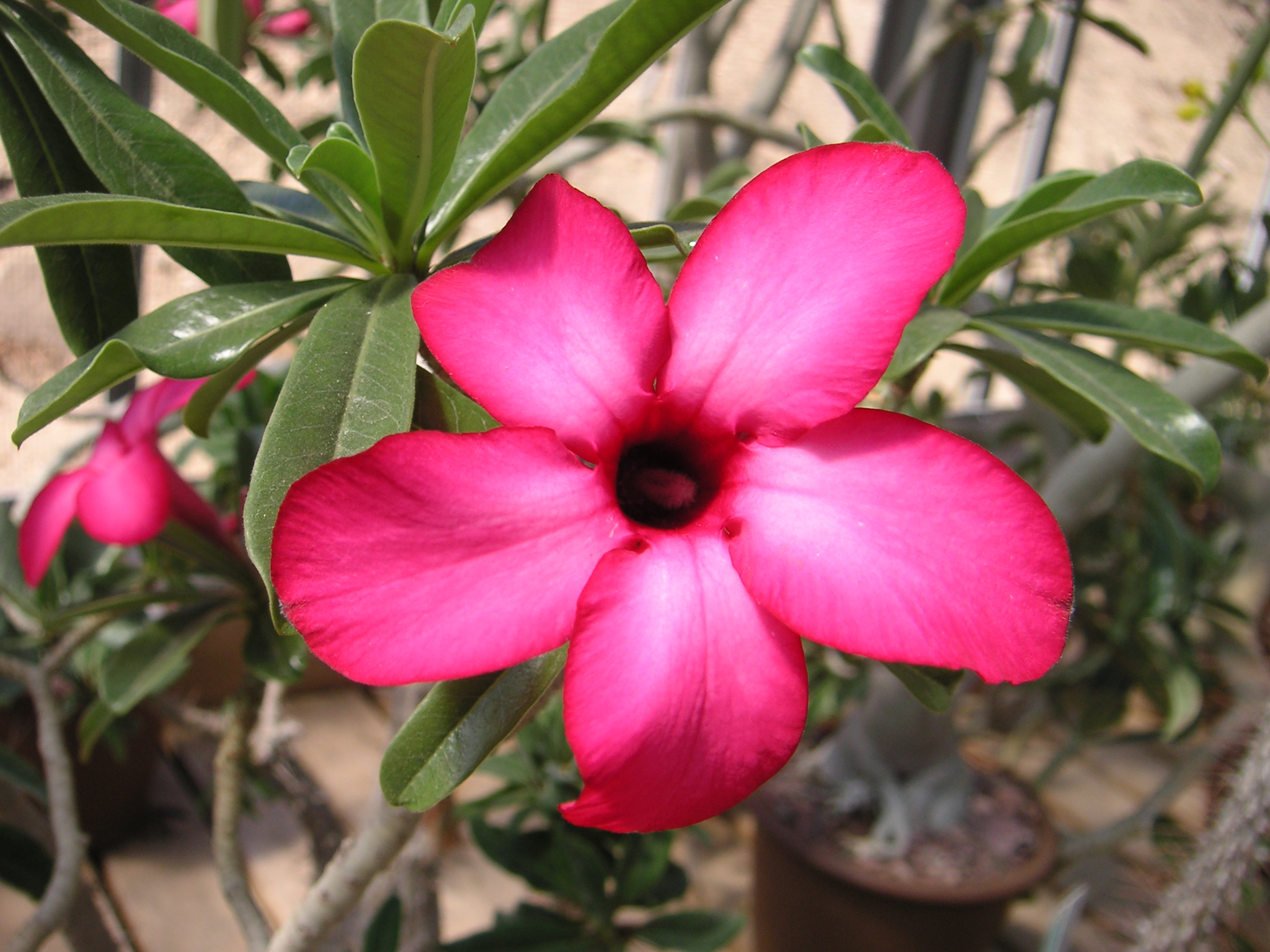
Adenium multiflorum x obesum 'Mad 29' (Apocynaceae)
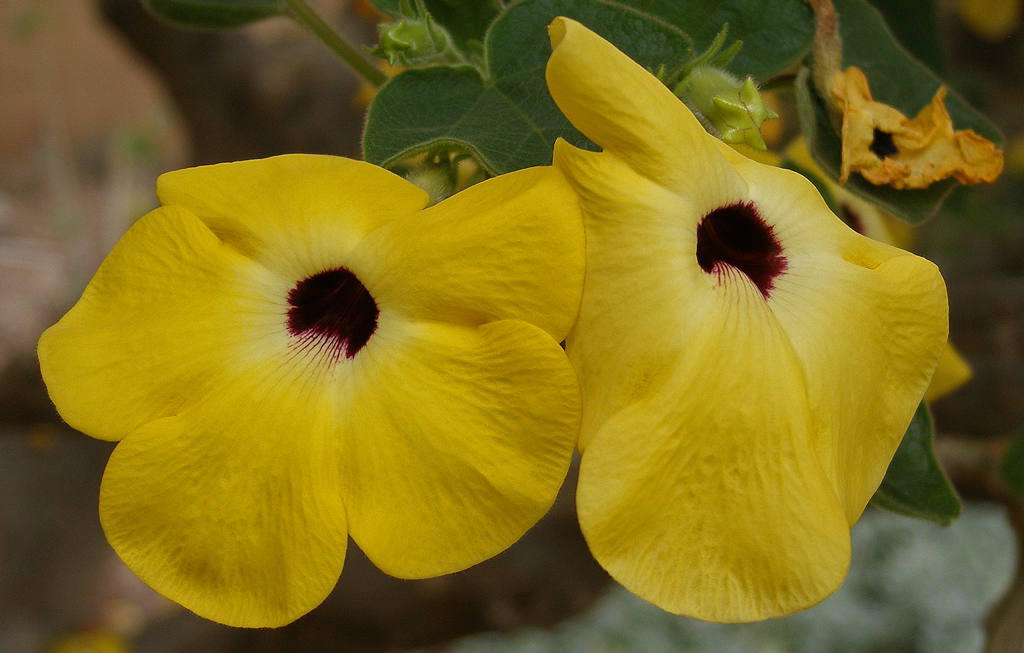
Uncarina grandidieri (Pedaliaceae)